# Gonomyia dentata
Gonomyia dentata är en tvåvingeart som beskrevs av De Meijere 1920. Gonomyia dentata ingår i släktet Gonomyia och familjen småharkrankar. Arten är reproducerande i Sverige. Inga underarter finns listade i Catalogue of Life.